# Juruá (fiume)
Il Jurua è un fiume del Brasile, affluente del Rio delle Amazzoni. Risulta navigabile per 1.823 km fino alla congiunzione con esso. La lunghezza totale è stimata in circa 3.350 km, e risulta essere uno degli affluenti maggiori del Rio delle Amazzoni.
Nace in Perù nella regione di Ucayali e attraversa gli stati brasiliani di Acre ed Amazonas. La principale città lungo il suo corso è Cruzeiro do Sul, nell'Acre.

## Principali affluenti
Di sinistra:
- Ipixuna

Di destra:
- Gregorio (370 km)
- Tarauacá (570 km)
- Xeruá
- Chamorro Gueré
- Andurá